# Éric Cantona
Pour les articles homonymes, voir Cantona.
Éric Cantona, né le 24 mai 1966 à Marseille, est un footballeur international et acteur français. 
Attaquant talentueux et inspiré, il est révélé à l'AJ Auxerre et porte le maillot de l'Olympique de Marseille où il est champion de France en 1989 et en 1991 puis finaliste de la Coupe d'Europe des Clubs Champions en 1991. Cantona connaît l'apogée de sa carrière en Angleterre, tout d'abord à Leeds United où il remporte le championnat puis à Manchester United, où il joue de 1992 à 1997 et avec lequel il est champion d'Angleterre à quatre reprises et où il est surnommé Éric the King, devenant l'une des personnalités historiques des Red Devils. Élu par les supporters de Manchester United comme le meilleur joueur ayant évolué au sein de ce club et meilleur joueur de l'histoire de la Premier League par un sondage réalisé par Barclays, Éric the King est l'un des meilleurs attaquants de son époque.
Ses frasques, colères et son caractère imprévisible font de lui un acteur incontournable des médias. Ses différentes affaires avec Henri Michel, ou encore le coup de pied sur un supporter anglais, lui valent de se faire exclure à plusieurs reprises de ses différentes équipes. Il n'est pas sélectionné par Aimé Jacquet pour le Championnat d'Europe 1996 et prend sa retraite sportive un an avant la Coupe du monde 1998, remportée par l'équipe de France. De plus, il joue avec son image en provoquant et en choquant délibérément.
Il fait partie de la FIFA 100, une liste des plus grands footballeurs vivants, publiée en 2004 pour le centenaire de la Fédération internationale de football association (FIFA), signée par Pelé et est nommé parmi les meilleurs footballeurs européens à l'occasion du cinquantième anniversaire de l'Union des associations européennes de football (UEFA) en 2004.
Cantona s'occupe activement de la promotion du beach soccer en France et dans le monde. En 2005, l'équipe de France de beach soccer devient championne du monde avec Éric Cantona comme sélectionneur joueur.

## Biographie

### Jeunesse
Éric Cantona est né le 24 mai 1966 à Marseille, de parents ayant des origines sardes, italiennes et (catalanes). Il est le fils cadet de la famille, avec un frère aîné, Jean-Marie, quatre ans plus âgé et un frère benjamin, Joël, deux ans plus jeune. Ils grandissent dans le quartier des Caillols dans le 12e arrondissement de Marseille. À l'âge de six ans, Éric commence le football aux Sports Olympiques Caillollais, au poste de gardien de but. Il change de poste en poussin pour devenir attaquant parce que Les Caillols dominent les autres équipes et le jeune joueur ne touche pas le ballon au poste de gardien. Quelques semaines plus tard, il remporte avec son club le tournoi poussins de Cannes où il est désigné meilleur joueur. Il joue plus de 200 rencontres pour le club de son quartier, marquant des centaines de buts.

### Football (1981-1997)

#### Début de carrière à Auxerre (1981-1985)
Bien que né à Marseille, Éric Cantona n'y commence pas sa carrière professionnelle. Après avoir envisagé d'intégrer les centres de formation de l'AS Monaco ou de l'OGC Nice, il opte finalement pour celui de l'AJ Auxerre qu'il intègre à 15 ans.

Le 14 mai 1982, Cantona réalise sa première apparition sous le maillot de l'équipe de France cadets. L'équipe affronte la Suisse. Cantona entre à la 56e minute et permet à son équipe d'égaliser, mais les Bleuets s'inclinent finalement 3-2. Peu après, il remporte la Coupe nationale des cadets avec la sélection de Bourgogne, puis signe un contrat apprenti avec son club formateur. En 1983, il devient stagiaire pro.

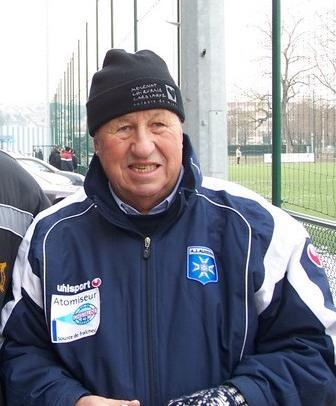
Guy Roux, entraîneur d'Éric Cantona sous les couleurs de l'AJ Auxerre.

Cantona débute en première division française le 5 novembre 1983 contre Nancy. Aligné en attaque aux côtés de Andrzej Szarmach, il participe plus d'une heure à la victoire 4 à 0 d'Auxerre. Six semaines plus tard, Guy Roux l'appelle à nouveau lors d'une rencontre contre le Racing Club de Lens. L'AJ Auxerre bat Lens sur le score de 4 à 0 à nouveau mais Roux préfère laisser Cantona s'épanouir avec la réserve jusqu'en mars 1985. L'équipe réserve d'Auxerre devient championne de troisième division lors de cette saison 1983-1984. Lors de la finale, Cantona marque le but victorieux contre l'OGC Nice, club qu'il a failli rejoindre jeune. Au total, Éric Cantona marque vingt buts et termine second meilleur buteur de l'équipe réserve cette saison-là.
Cantona réapparaît en équipe première à la fin de la saison 1984-1985. Auxerre est en course pour disputer la Coupe UEFA pour la deuxième fois de l'histoire du club. Le 14 mai 1985 dans le stade Robert-Diochon de Rouen, il inscrit son premier but pour une victoire 2 buts à 1 du club de Bourgogne. Deux semaines plus tard, au stade de la Meinau, Auxerre est mené 1 à 0 à la mi-temps par le RC Strasbourg. Cantona marque le but égalisateur d'une frappe de loin et permet à Auxerre de se qualifier pour la Coupe d'Europe. Cette année-là, il remporte également avec la réserve auxerroise une seconde fois son groupe de Division 3 puis en juin, avec les juniors de l'AJA, il gagne la Coupe Gambardella en marquant les trois buts de la victoire contre Montpellier.
Au début de la saison 1985-1986, Éric Cantona a une chance de devenir titulaire après le départ d'Andrzej Szarmach mais une infection virale touche l'espoir français. Guy Roux lui laisse sa chance mais Cantona échoue à marquer le moindre but en six rencontres de championnat et Roger Boli devient finalement titulaire à la pointe de l’attaque ajaïste aux côtés de Patrice Garande.

#### Passage par Martigues pour rebondir (1985-1986)
Guy Roux appelle Yves Herbet, entraîneur du FC Martigues, pour lui proposer son jeune attaquant en prêt. Éric Cantona veut en effet se rapprocher de son amie, Isabelle, et de sa famille restée à Marseille. En octobre 1985, il est prêté pour sept mois à un club qui lutte pour le maintien.
Loin de Guy Roux, Cantona n'a pas la même discipline sur le terrain et se fait expulser à deux reprises avec Martigues ; il s'impose cependant à la pointe de l'attaque martéguale marquant 4 buts en 15 rencontres et le club, bon dernier à son arrivée, se maintient. Roux, encouragé par ses prestations et ses progrès, lui propose de signer son premier contrat professionnel qu'il signe le 1er février 1986 après une rencontre contre l'Olympique lyonnais.

#### Retour en Bourgogne et débuts internationaux (1986-1988)
Lorsqu'Éric Cantona fait son retour dans l'effectif de l'AJA, il devient un élément-clef de l'équipe entraînée par Guy Roux. Cantona a besoin de neuf matchs pour marquer en faveur d'Auxerre et ce sera lors d'une victoire 3 à 0 contre Saint-Étienne le 13 septembre. En tout, il marque 17 buts toutes compétitions confondues dont 13 en championnat.
Ses bonnes performances en club sont remarquées et Cantona est appelé en équipe de France espoirs, il marque contre la Hongrie lors d'une victoire 4 à 1. Le 10 octobre, il inscrit à nouveau deux buts contre l'URSS, offrant la victoire 2 à 1 aux jeunes Français. Plus tard dans la saison, les Bleuets se qualifient pour les quarts de finale des championnats d'Europe grâce à une victoire contre la Norvège lors de laquelle Éric Cantona est une nouvelle fois décisif.

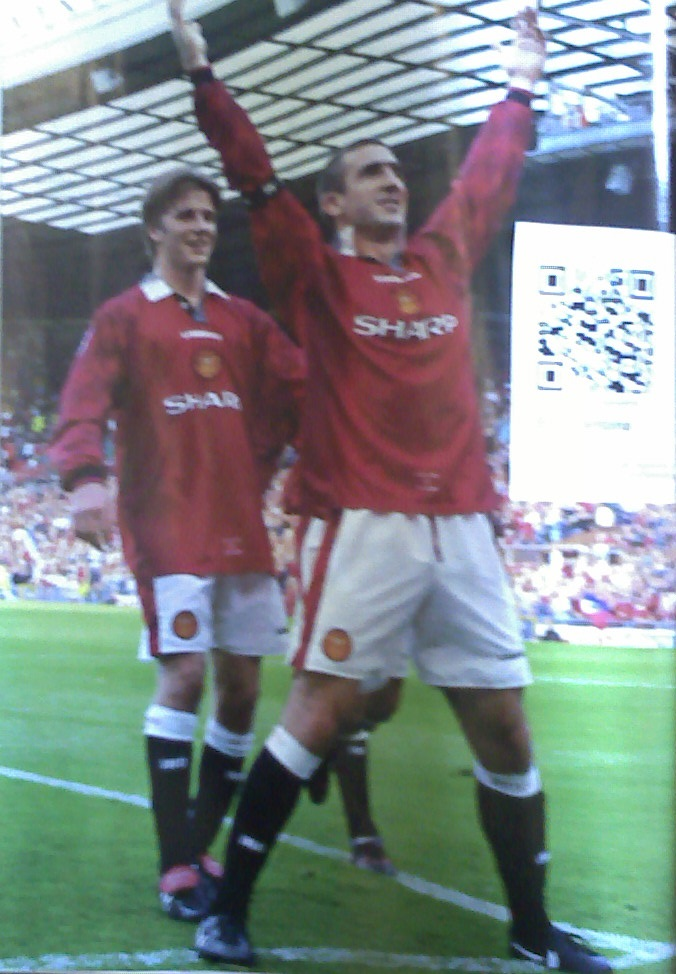
Cantona avec le Manchester United

La saison 1987-1988 débute sur le même rythme pour Éric Cantona. En juillet, dans le cadre des matchs de préparation, l'attaquant de l'AJA Auxerre inscrit un but lors du succès 3 à 1 d'Auxerre contre le Grasshopper Club Zurich et remporte la Coupe des Alpes,. Le 4 août, Henri Michel sélectionne Éric Cantona pour jouer la rencontre contre l'Allemagne de l'Ouest à Berlin. Titulaire aux côtés de Jean-Pierre Papin, Cantona inscrit son premier but avec l'équipe A française sur un tir à ras de terre de 10 mètres sur une ouverture de José Touré. L'attaquant d'Auxerre n'évite cependant pas la défaite de l'équipe de France 2 buts à 1. Il marque à nouveau des points contre la Norvège le 14 octobre 1987 au Parc des Princes en offrant une passe décisive à Philippe Fargeon.
Lors du premier tour de la Coupe UEFA 1987-1988, Auxerre est battu 3 à 0 au match aller contre le Panathinaïkos. Avant le match retour, Cantona promet de faire gagner le match retour après sa mauvaise performance de la première rencontre. L'attaquant français marque un des trois buts de la victoire 3 à 2 de l'AJA.
En Championnat, Cantona marque 13 buts lors de cette saison que l'AJA termine à la 4e place. Il se fait également remarquer, le 5 avril 1988, en taclant par derrière, volontairement et très violemment, Michel Der Zakarian lors d'une rencontre contre Nantes, en 16e de finale de la Coupe de France. Cette agression lui vaut trois matchs de suspension. Quelques jours plus tard, il est un des principaux acteurs des demi-finales du championnat d'Europe Espoirs contre l'Angleterre. Il inscrit le deuxième but de la victoire 4-2 à domicile puis les deux buts français du nul 2-2 obtenu à Londres.
Éric Cantona conserve d'ailleurs une affection toujours particulière pour son premier club, son particularisme, ses valeurs et son idée du football ; il déclare à ce propos : « La France ne mérite pas Auxerre, l’Angleterre sans doute, mais pas la France. »

#### Transfert à l'OM, prêts à Bordeaux et Montpellier: des titres et des ennuis (1988-1991)
De nombreux clubs français espèrent à la fin de la saison s'attacher les services de Cantona. L'AS Monaco, le PSG, le Matra Racing et l'Olympique de Marseille sont les principaux clubs enclins à le recruter. Éric Cantona choisit de revenir dans sa ville natale et donne son accord à l'OM de Bernard Tapie. Il reçoit au dernier moment une offre du Milan AC mais la refuse, étant déjà engagé avec le club marseillais. C'est donc à l'Olympique de Marseille, un des clubs emblématiques du football français, que Cantona signe un contrat de cinq ans en 1988 lors d'un transfert à hauteur de 22 millions de francs (soit près de 3,4 millions d'euros) entre les deux clubs, un montant record à l'époque dans le football français.
Peu de temps après, Cantona se fait remarquer par son premier coup d'éclat médiatique. Alors qu'il est titulaire lors de la victoire contre l'Espagne en mars 1988, il n'est pas retenu par Henri Michel cinq mois plus tard pour jouer contre la Tchécoslovaquie. Cantona traite le sélectionneur de l'équipe de France de « sac à merde » et affirme qu'il ne jouera plus avec l'équipe de France tant qu'Henri Michel en sera le sélectionneur,. Éric Cantona se voit exclu par la fédération française de football de toute sélection nationale jusqu'au 30 juin 1989, le privant ainsi de sélection A mais également espoirs ; il ne peut donc participer à la victoire de ceux-ci en finale retour du Championnat d'Europe de football espoirs 1988.
L'aventure marseillaise tourne également court lorsqu'en janvier 1989, il se distingue à l'occasion d'un match amical opposant l'OM au Torpedo de Moscou à Sedan. Lorsque l'entraîneur marseillais Gérard Gili décide de le remplacer, le joueur exprime vivement son mécontentement et jette son maillot à terre. Le club le sanctionne pendant un mois puis décide de le prêter, le 12 février 1989, aux Girondins de Bordeaux jusqu'à la fin de la saison. Éric Cantona reste trois mois et demi à Bordeaux, jouant 1 110 minutes sous le maillot des Girondins et marquant à six reprises sous ses nouvelles couleurs. En coupe de France, les Girondins sont éliminés dès les 32e de finale par Beauvais aux tirs au but, Cantona ratant sa tentative de panenka face au gardien beauvaisien. Sans rejouer avec l'Olympique de Marseille, Cantona devient en fin de saison champion de France.
La suspension d'un an en équipe de France étant terminée, Éric Cantona retrouve l'équipe de France le 16 août 1989 à Malmö lors d'un match amical contre la Suède. Alors sélectionneur de l'équipe de France, Michel Platini aligne une formation en 4-4-2 avec Cantona titulaire aux côtés de Jean-Pierre Papin, meilleur buteur du dernier exercice de première division française avec 22 buts. Le match est une réussite, la France l'emporte 4-2 grâce à des doublés de Papin et Cantona. L'Équipe titre « Platini a trouvé le truc », Éric Cantona en profite pour s'imposer comme titulaire en pointe de l'attaque française.
Après son passage à Bordeaux, Éric Cantona rejoint de nouveau en prêt le Montpellier-Hérault pour la saison 1989-1990. Arrivé avec son ami Stéphane Paille, le début de saison se passe mal et Montpellier se traîne en queue de classement. À ce mauvais parcours sportif s'ajoute un incident de vestiaire avec Jean-Claude Lemoult à la suite d'une défaite à Lille. Louis Nicollin, le président montpelliérain, tranche en suspendant Éric Cantona pour deux matchs et en prêtant Stéphane Paille aux Girondins de Bordeaux.
En équipe nationale, Cantona, rappelé par Michel Platini, enchaîne les bonnes performances, participant à une série de six victoires consécutives des Bleus. Le numéro 18 de l'équipe de France marque un but contre l'Écosse, puis un doublé contre l'Allemagne de l'Est trois mois plus tard. Il inscrit un nouveau but contre l'Allemagne de l'Ouest. et enfin un doublé contre la Hongrie en mars 1990, ce qui fait de lui un titulaire indiscutable avec huit buts en huit rencontres.
En club, Montpellier est lanterne rouge à la mi-février. Aimé Jacquet est alors licencié et remplacé par Michel Mézy qui redonne vie au groupe. Éric Cantona et ses coéquipiers quittent les dernières places du championnat et finissent à la 13e place. Ce nouvel esprit va trouver son accomplissement en Coupe de France, les Montpelliérains se hissent en finale après avoir éliminé l'AS Saint-Etienne à Geoffroy Guichard sur un but de Cantona. Face au Matra Racing, les Montpelliérains s'imposent après prolongation 2-1, le premier but sur coup franc de Laurent Blanc faisant suite à une faute sur Cantona.
Il retourne à l'OM en 1990 mais ce deuxième passage à Marseille ne s'avère guère plus réussi que le premier. Il bénéficie pourtant de la confiance de Franz Beckenbauer en début de saison, son entente avec Jean-Pierre Papin fonctionne et Cantona marque 8 buts en 16 matchs. Lors de la 14e journée du championnat contre Brest, il est blessé gravement au genou sur un tacle de Racine Kané à la 40e minute et doit observer une convalescence de plusieurs mois. À son retour, Raymond Goethals ayant remplacé Beckenbauer, Éric Cantona ne peut jamais retrouver sa place dans l'effectif marseillais, ne rentrant pas dans les plans de l'entraîneur belge qui préfère jouer avec un seul attaquant central. Il ne participe pas ainsi ni à la finale de la Coupe des clubs champions européens contre l'Étoile rouge de Belgrade ni à la finale de la coupe de France contre l'AS Monaco.

#### Nîmes et la première retraite sportive (1991)
Le départ de Marseille ne fait aucun doute pour Éric Cantona. L'Olympique lyonnais et le Paris Saint-Germain sont deux destinations possibles mais aucun de ces deux clubs ne satisfait Cantona. Michel Mézy, son ancien entraîneur à Montpellier devenu président du Nîmes Olympique lui propose de venir rejoindre son équipe tout juste promue de Division 2 et d'en devenir le capitaine. L'attaquant marseillais accepte de jouer dans un club moins prestigieux que l'OM et signe à Nîmes où il retrouve deux autres anciens montpelliérains William Ayache et Jean-Claude Lemoult et un ancien coéquipier marseillais Philippe Vercruysse. Le club de Nîmes paie le transfert 10 millions de francs grâce à des fonds publics débloqués par Jean Bousquet, maire de la ville de Nîmes et ancien président du club.
Cantona rate le premier match de la saison mais fait ses débuts contre Sochaux le 27 juillet à domicile lors d'un match nul 1 à 1. Après un nouveau match nul 2 à 2 contre Toulouse, l'équipe enchaîne une mauvaise série avec deux défaites et deux matchs nuls 0 à 0. Éric Cantona se blesse alors à la cuisse et est indisponible un mois. Nîmes encaisse alors une défaite 4 à 2 contre l'Olympique de Marseille et le club pointe à la 19e place du championnat, l'avant dernière place. Michel Platini, sélectionneur de l'équipe de France, continue à avoir confiance en Cantona et le sélectionne pour jouer la Tchécoslovaquie le 4 septembre. La France l'emporte 2 à 1 grâce à un doublé de Jean-Pierre Papin.
Nîmes reprend espoir grâce à des victoires sur Cannes, Nancy et Le Havre alors que Cantona est toujours absent. À son retour, la star des Crocodiles inscrit un pénalty décisif lors d'une victoire 1 à 0 contre Lille. Le rendez-vous en octobre avec l'équipe de France est une réussite avec une victoire 2 à 1 contre l'Espagne assurant la qualification de la France au championnat d'Europe. Le retour à Nîmes est plus difficile avec des défaites contre le PSG, Rennes, Toulon, Caen puis Metz.
Une nouvelle affaire le met au ban du football français quelques mois après son arrivée à Nîmes. Lors d'un Nîmes-AS Saint-Étienne, il s'énerve contre l'arbitre qui vient d'accorder un coup-franc aux visiteurs, lui jette le ballon dessus puis rentre aux vestiaires sans regarder l'arbitre l'exclure. La FFF le sanctionne alors par quatre matchs de suspension. Le joueur répond à cette décision en traitant d'« idiots » les membres de la commission de discipline. Ces propos ont pour effet d'aggraver la durée de la sanction à deux mois de suspension. Par orgueil, Cantona décide le 12 décembre 1991 de résilier le contrat le liant au Nîmes Olympique et de renoncer au football.

#### L'Angleterre comme terre d'accueil: la renaissance à Leeds United (1992)

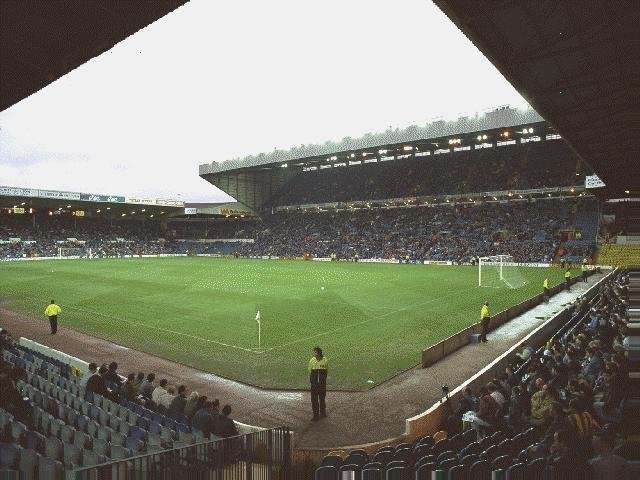
Éric Cantona ne joue que six mois à Elland Road mais il y devient champion d'Angleterre pour la première fois de sa carrière.

La décision de mettre un terme à sa carrière prise par Cantona est remise en cause par ses admirateurs ainsi que par Michel Platini. Le sélectionneur des Bleus persuade son attaquant de trouver dans le championnat anglais un terrain d'expression idéal pour relancer sa carrière[réf. nécessaire] .
En janvier 1992, Cantona rejoint le club de Sheffield Wednesday. Mais cette expérience ne dure que le temps d'une mise à l'essai d'une durée d'une semaine et d'un match d'exhibition. Lassé par les hésitations des dirigeants de Sheffield qui tardent à lui proposer un contrat, Cantona accepte cinq jours plus tard une offre ferme de Leeds United où il est persuadé de prouver à la France qu'il est un grand joueur. Le Yorkshire Evening Post annonce l'arrivée de Cantona à Leeds le 1er février 1992.
Recruté par Howard Wilkinson, sur les recommandations de Platini et Gérard Houllier l'attaquant français ne parle alors presque pas anglais. Éric Cantona fait ses débuts en championnat anglais à Oldham le 8 février, soutenu par 5 000 supporteurs de Leeds United qui ont fait le déplacement pour observer les débuts de la recrue française. Surnommé « Le Brat » par le Sunday Mirror, Cantona touche peu de ballons et est observateur de la défaite 2 à 0 de son équipe. Après un court voyage en Irlande et une victoire 2 à 0 contre le champion irlandais Shelbourne, l'équipe retourne à Elland Road le 15 février où Éric évolue pour la première fois.
Malgré son faible temps de jeu depuis l'incident avec l'arbitre en France, Cantona est sélectionné par Michel Platini pour affronter l'Angleterre à Wembley à l'occasion d'un match amical de prestige. L'équipe de France domine et joue à un bon niveau de jeu mais le réalisme des Anglais fait la différence. Ces derniers s'imposent sur le score de 2 à 0. Lors du match nul opposant Everton à Leeds, la première apparition de Cantona à la télévision britannique nationale, il apparaît que celui-ci ne s'est pas encore adapté au style de jeu du football anglais.
C'est en mars 1992 que Cantona révèle son talent outre-Manche. Il est mis sur le banc de touche, mais réalise un bon dernier quart d'heure lors d'une rencontre contre Aston Villa. Éric Cantona se retrouve à nouveau sur la touche à Tottenham le 7 mars. Quelques secondes après son entrée en jeu, Cantona réalise une passe décisive pour Gary McAllister qui double l'avantage de Leeds. Cette nouvelle victoire place le club en tête du championnat devant Manchester United. Il impressionne lors d'un match nul contre West Ham United puis en marquant d'une reprise de volée contre Chelsea.
Il devient d'ailleurs champion d'Angleterre. Lors des célébrations du titre, le premier depuis près de 18 ans pour Leeds, amené à s'exprimer devant la foule des supporters en liesse, Cantona déclare avec un fort accent français : « I love you, I don't know why, but I love you ». Ajoutée à ses performances sur le terrain, cette simple phrase (qui, samplée sur un rythme techno, fait l'objet d'un disque) fait chavirer les cœurs et marque le point de départ de la « Cantomania » en Angleterre.
Après son titre en Angleterre, Éric Cantona est logiquement retenu par Platini pour disputer le championnat d'Europe 1992. Bien que l'équipe n'ait pas joué dans une compétition majeure depuis six ans, elle fait partie des favoris après ses huit victoires en huit matchs lors des éliminatoires. Au milieu de l'attaque à trois avec Pascal Vahirua et Jean-Pierre Papin, Cantona est presque transparent et n'a aucune influence sur les deux premiers matchs nuls de l'équipe de France contre la Suède, puis l'Angleterre. Lors du troisième match, contre le Danemark, la France s'incline sur le score de 2 à 1. Cantona termine son tournoi sans avoir marqué ni réalisé de passe décisive.
Lors du Charity Shield joué une semaine avant le début du championnat, Cantona apparaît très en forme. Contre Liverpool, il inscrit un triplé avec pour la première fois en match officiel le numéro 7 sur le maillot. Leeds United glane un nouveau trophée grâce à son succès 4 à 3 dû en grande partie à son attaquant français. Cantona devient le premier Français à inscrire un but à Wembley pour un club anglais, le premier Français à être nommé homme du match en Angleterre et le premier joueur de Leeds à réaliser le triplé dans le vieux stade de Wembley.
La défense du titre commence par une victoire 2 à 1 contre Wimbledon avec une attaque à trois composée de Cantona, Chapman et Wallace. Il reçoit son premier carton jaune en Angleterre lors de ce match. Titulaire, Cantona est dans la lumière en inscrivant un nouveau triplé contre Tottenham. Quatre jours plus tard, il met en valeur le jeune gardien de Liverpool David James. Éric Cantona inscrit un doublé contre Oldham dans la même semaine.
Défait par Stuttgart 3 à 0 en Allemagne, Leeds United réussit à battre l'équipe allemande 4 à 1 au retour et est éliminé de la compétition européenne. Mais l'entraîneur de Stuttgart, Christoph Daum, a mis quatre joueurs étrangers sur le terrain, contre les trois autorisés par l'UEFA. L'équipe de Cantona gagne 3 à 0 sur tapis vert et les deux équipes doivent disputer un troisième match. Leeds passe finalement le tour avec un succès 2 à 1 malgré la performance moyenne de l'attaquant français. Au deuxième tour de la Coupe d'Europe, Cantona a un traitement de faveur des défenseurs centraux des Glasgow Rangers. Les Écossais éliminent Leeds au terme de deux matchs rugueux.

#### La naissance du King (1992-1995)

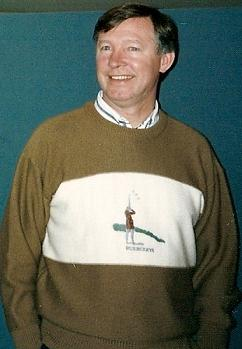
Alex Ferguson recrute l'attaquant français en 1992 avec qui il devient champion la saison suivante.

Malgré cette entame en fanfare à l'occasion du Charity Shield, ses rapports avec ses dirigeants se dégradent rapidement et l'histoire avec Leeds ne dure pas. Le 26 novembre 1992 il est transféré à Manchester United pour 1,2 million de livres sterling. Dès la première saison avec les Red Devils, Éric Cantona réalise une saison exceptionnelle et remporte son deuxième titre de champion d'Angleterre de suite, devenant le premier joueur du championnat à être successivement champion avec deux clubs différents. Il permet ainsi à Manchester United de remporter son premier titre depuis 26 ans. Pour Ryan Giggs, « Quand il était sur le terrain, même les choses les plus difficiles paraissaient faciles. Avant, nous avions du mal à trouver la faille. Dès qu'il est arrivé, les buts ont commencé à pleuvoir. »
Manchester United poursuit sa domination la saison suivante avec un doublé championnat-coupe.
Il enchaîne plusieurs saisons exceptionnelles dans ce club prestigieux, gagnant le cœur des fans et surtout des titres (quatre fois champion d'Angleterre et deux fois vainqueur de la Cup). Celui qui n'était que le Frenchie à ses débuts en Angleterre devient alors Eric the King.
En équipe de France, il est le capitaine de Gérard Houllier et la sélection bleue réalise un sans faute dans les qualifications de la coupe du monde 1994. Il ne lui faut qu'un match nul pour se qualifier alors qu'il lui reste deux matchs à domicile. La France perd cependant contre Israël, puis contre la Bulgarie sur un but de Kostadinov à la dernière minute et doit laisser la qualification à la Bulgarie et à la Suède, futures demi-finalistes.
Son côté « bad boy » refait son apparition en octobre 1993. À la fin du match contre Galatasaray en Ligue des champions qui voit son équipe éliminée, il s'en prend avec véhémence à l'arbitre du match et se fait sanctionner de quatre matchs de suspension. En mars 1994, il piétine John Moncur, un joueur de Swindon et prend trois matchs de suspension qui se transforment en cinq matchs à la suite d'une nouvelle expulsion contre Arsenal quelques jours plus tard.
Il se déplace malgré tout aux États-Unis pour la Coupe du monde 1994 mais en tant que consultant pour France Télévisions où il commente des matches en compagnie de Didier Roustan.
Éric Cantona devient une véritable star en Angleterre où ses exploits sur le terrain effacent tous ses déboires passés. Il est élu à deux reprises « meilleur joueur de l'année » du championnat anglais. Cantona participe au développement de Manchester United, les maillots floqués au nom du joueur se vendent par centaines. Une chanson est même créée à sa gloire, et encore aujourd'hui, cette chanson est interprétée lors des rencontres effectuées par Manchester United. Enfin, Cantona gagne rapidement son surnom désormais indissociable de sa personne : « Eric the King » ou encore « King Eric ».

#### Scandales et suspension (1995)
L'idylle entre Cantona et l'Angleterre est pourtant bien proche de se finir prématurément. Le 25 janvier 1995, les télévisions passent en boucle son fameux coup de pied contre un spectateur de Crystal Palace, qui lui a lancé des insultes xénophobes après une expulsion. L'affaire fait évidemment grand bruit et contribue à renforcer la légende du joueur. Ses détracteurs y voient le coup de sang de trop, ses admirateurs louent au contraire sa personnalité unique.[réf. nécessaire]
Avant le procès, sa mère, inquiète, appelle Guy Roux, son ancien entraîneur, en lui demandant s'il pouvait faire quelque chose, non pas parce qu'elle avait peur d'une peine de prison ferme pour son fils, mais surtout parce qu'elle craignait une éventuelle réaction violente de celui-ci vis-à-vis du juge chargé du dossier. Son premier entraîneur ira à son tour jusqu'à appeler le Président de la république François Mitterrand lui demandant de faire quelque chose en adressant un message de toute urgence à la reine d’Angleterre,.
Ce qu'il convient d'appeler « l'affaire Cantona » est marquée par une nouvelle sortie médiatique du joueur. Lors d'une conférence de presse liée à l'affaire, plutôt que de répondre aux multiples questions des journalistes, il prononce la phrase suivante en anglais « Quand les mouettes suivent un chalutier, c'est parce qu'elles pensent que des sardines seront jetées à la mer », avant de se lever et de laisser ses interlocuteurs mi-amusés mi-décontenancés.
Il est condamné en mars 1995 à deux semaines de prison ferme avant que la peine soit commuée en 120 heures de travaux d'intérêt général en appel, et suspendu neuf mois par la fédération anglaise (suspension étendue au niveau international par la FIFA). Ces heures de travaux d'intérêt général consistent à entraîner des jeunes joueurs anglais.
Cette suspension l'éloigne de l'équipe de France et Aimé Jacquet qui en avait fait son capitaine ne le rappelle plus chez les Bleus.

#### Derniers titres et fin de carrière du King Eric (1995-1997)
Cantona fait un retour triomphal sur les pelouses anglaises le 1er octobre 1995, 248 jours après son dernier match avec les Red Devils. Il offre une passe décisive à Nicky Butt dès la deuxième minute de jeu. Le Liverpool FC inscrit alors deux buts par Robbie Fowler. Ryan Giggs obtient un pénalty que Cantona tire et marque en prenant David James à contre-pied. Deux jours plus tard, Cantona joue 90 minutes contre York mais ne marque pas. Le 7 octobre, l'attaquant français joue avec la réserve de United contre celle de Leeds United devant 21 502 spectateurs. Il se blesse à la 18e minute lors d'une collision avec Jason Blunt. Il rate le derby contre Manchester City et doit attendre le 21 octobre pour retrouver les terrains. Il revient alors à Londres pour jouer contre Chelsea et contribue à trois des quatre buts de Manchester d'une victoire 4 à 1. S'il ne marque toujours pas contre Middlesbrough, Cantona offre un but à Andy Cole.
Newcastle a alors une avance de six points sur Manchester United. Éric Cantona retrouve alors son meilleur niveau. Il provoque et inscrit le pénalty égalisateur contre Nottingham Forest le 27 novembre. Cantona inscrit deux nouveaux buts mais ne peut empêcher le retard de Manchester d'augmenter.
Ancien coéquipier à l'AJ Auxerre, le défenseur français William Prunier est recruté par Manchester United sur les recommandations de Cantona. Ce dernier participe à la victoire contre QPR puis disparait après une défaite record 4 à 1 contre Tottenham.En fin de saison, Cantona permet aux Mancuniens de réaliser le doublé en marquant à la 86e minute de la finale de la Cup contre Liverpool.
Après la saison 1996-1997, marquée par un nouveau titre de champion, mais également des performances sportives moins éclatantes, à 30 ans, Cantona annonce son retrait du football. Une lassitude du milieu sportif le décide à jeter l'éponge au sommet de sa carrière.

« J'ai été footballeur professionnel pendant treize ans, ce qui est très long. Maintenant, je souhaite faire d'autres choses. J'ai toujours prévu de prendre ma retraite en étant au sommet, et à Manchester United j'ai atteint l'apogée de ma carrière. »

Tous les médias anglais font leur une sur la retraite du joueur français. Aujourd'hui encore, les supporters de Manchester United lui rendent hommage lors de ses apparitions à Old Trafford en chantant La Marseillaise.

### Beach soccer (1997-2010)

#### Ambassadeur du beach soccer en France
Dès la fin de sa carrière de footballeur, Éric Cantona se consacre au beach soccer. Il devient ambassadeur du beach soccer en France avec son frère Joël Cantona. Il démarre en 1997, après avoir arrêté sa carrière de footballeur professionnel. Il prend sa retraite en mai et joue son premier tournoi de beach soccer en décembre, attiré par la nouveauté.

#### Champion du monde beach soccer
Lors de la Coupe du monde de beach soccer de 2005, la France se retrouve dans le groupe D avec l'Argentine et l'Australie. Le premier match se déroule sans problème pour l'équipe emmenée par Canto puisqu'elle s'impose 5 à 1 face aux Australiens puis 8 à 2 contre les Argentins et se qualifie pour les quarts de finale.
La France domine l'Espagne en quart de finale au terme d'un match serré où Cantona marque le cinquième but français de la victoire 7 à 4. Les Français passent l'obstacle japonais en demi-finale grâce à un nouveau succès, 4 à 1 cette fois-ci.
Les joueurs français affrontent en finale le Portugal qui a éliminé aux tirs au but le Brésil précédemment. La bande à Cantona et les Portugais se tiennent dos à dos pendant tout le match. Le score après le temps réglementaire est de 3 à 3. Au terme de la séance de tirs au but, la France remporte son premier titre de champion du monde de la compétition, et Cantona devient le premier sélectionneur français de beach soccer à glaner le titre mondial. L'équipe de France a également terminé sous ses ordres à la 3e place de la coupe du monde 2006 et vice-champion de l'Euro Beach Soccer League et une quatrième place au Mondial en 2007.
Malgré le charisme de son sélectionneur, la sélection française régresse ensuite dans ses résultats, avec un quart-de-finale en 2008 et une non-qualification à la Coupe du monde 2009. Cantona quitte son poste en 2011 à la suite de la relégation de l'équipe de France lors du Championnat d'Europe 2010. Il est remplacé par Stéphane François.

### Style de jeu
Le buste et menton haut, crâne rasé, col de maillot relevé deviennent des symboles de Cantona sur le terrain.
Le jeu de Cantona se caractérise par de nombreuses feintes et des accélérations brutales qui laissent sur place ses adversaires. Il est à la fois un buteur et un passeur décisif, toujours à la recherche du geste juste et efficace, c'est lui qui souvent fait basculer les matchs en faveur de son équipe.
Au niveau technique, il est un des précurseurs de la frappe en « rupture », caractérisée par une frappe explosive, avec peu d'amplitude, et le blocage du pied lors de l'impact avec le ballon. Il admettra qu'il s'est inspiré de la technique de frappe des joueurs de golf.

### Vie privée
C'est à Auxerre qu'Éric Cantona rencontre Isabelle Ferrer, une jeune étudiante qui deviendra sa femme, par ailleurs la sœur de Bernard Ferrer. Le couple a deux enfants, Raphaël et Joséphine. Cantona se marie le 16 juin 2007 en secondes noces avec la comédienne Rachida Brakni qu'il a rencontrée sur le tournage du film L'Outremangeur en 2003. Il a avec cette dernière un garçon prénommé Émir, le 25 octobre 2009, et une fille Selma, le 17 octobre 2013.

## Prises de positions et polémiques

### Évocation d'une panique bancaire
En octobre 2010, Éric Cantona donne une interview pour le journal Presse-Océan dans laquelle il tourne en dérision les protestations contre la réforme des retraites qui se déroulent en 2010. Il estime pour sa part que le meilleur moyen pour faire la révolution serait que tout le monde aille retirer son argent des banques, ce qui provoquerait un écroulement du système. En novembre 2010, cette idée suscite un buzz, divers internautes appelant au retrait des dépôts en banque. La date fixée est le 7 décembre 2010 et l'information, relayée sur internet, attire l'attention des médias français et étrangers.
Le 1er décembre Cantona, joint par Libération, déclare que compte tenu de l'ampleur du mouvement, il va lui aussi aller retirer son argent des banques pour contribuer à une course au dépôt qui déstabiliserait le système bancaire. Le Figaro observe que la femme de Cantona, l'actrice Rachida Brakni, a quant à elle tourné une campagne publicitaire pour LCL en début d'année 2010.
Le 2 décembre, cinq jours avant la journée d'action, la ministre française de l'Économie Christine Lagarde déclare devant les caméras que Cantona, compétent en matière de football, devrait éviter de se mêler d'économie. Baudouin Prot, PDG de BNP Paribas, a quant à lui jugé cet appel « mal fondé » et « insécuritaire ».
Le 7 décembre, la quasi-totalité des grands réseaux bancaires affirment n’avoir constaté « aucun mouvement particulier » à la suite de l'appel d'Éric Cantona. Ce dernier, après avoir annoncé qu'il retirerait son argent de la banque de la ville d'Albert (Somme), effectue finalement un « retrait symbolique » dans la commune voisine de Péronne. Si un certain nombre de responsables politiques français critique l'appel d'Éric Cantona, le Mouvement démocrate estime que « la proposition un peu farfelue de Cantona rencontre la préoccupation des gens qui se demandent comment adresser un signal » aux dirigeants.

### Mise en examen pour diffamation
En 2016, dans un entretien accordé au Guardian, Éric Cantona déclare, à propos de la non-sélection de Karim Benzema et d'Hatem Ben Arfa en équipe de France : « Benzema est un grand joueur. Ben Arfa est un grand joueur. Mais Deschamps, il a un nom très français. Peut-être qu'il est le seul en France à avoir un nom vraiment français. Personne dans sa famille n'est mélangé avec quelqu'un, vous savez. Comme les Mormons en Amérique. » Puis a relativisé : « Une chose est sûre - Benzema et Ben Arfa sont deux des meilleurs joueurs en France et ils ne vont pas jouer le championnat d'Europe. Et bien sûr, Benzema et Ben Arfa, ils ont des origines nord-africaines. Donc le débat est ouvert. » À la suite de ces propos laissant entendre l'existence d'un lien entre l'écartement de joueurs qui se ferait sur une base discriminatoire et le patronyme de Didier Deschamps, ce dernier déposa plainte pour diffamation et Éric Cantona fut mis en examen le vendredi 24 novembre 2017,. Le procès, prévu pour février 2020, est reporté à la fin de l'année en raison de la grève des avocats. Le vendredi 11 décembre, la plainte de Didier Deschamps est finalement déclarée nulle par le tribunal correctionnel de Paris du fait qu'elle est de nature à « engendrer une incertitude quant à l'étendue des faits dont avait à répondre le prévenu »,.

### Boycott de la Coupe du monde 2022
Dans une lettre ouverte diffusée via les réseaux sociaux et largement reprise par les médias, Éric Cantona annonce en septembre 2022 qu'il ne regardera pas la Coupe du monde 2022 pour plusieurs raisons : absence de culture du football au Qatar, aberration écologique et humaine...

## Autres activités

### Peinture
Passionné par la peinture, il expose ses toiles, en 1988, à Marseille. Elles sont expressionnistes et très colorées. Éric Cantona est également un collectionneur. À vingt-deux ans, il achète une dizaine de tableaux de peintres postimpressionnistes. Il possède cinq toiles de très grand format de Ronan Barrot.

### Cinéma
Éric Cantona n'attend pas la fin de sa carrière sportive pour débuter derrière une caméra. En 1995, il décroche, aux côtés de son frère Joël, un rôle remarqué dans Le bonheur est dans le pré d'Étienne Chatiliez, aux côtés de Michel Serrault et d'Eddy Mitchell. En 1998, il campe un ambassadeur français dans le film Elizabeth du réalisateur Shekhar Kapur puis enchaîne avec un rôle de boxeur dans la comédie Mookie d'Hervé Palud aux côtés de Jacques Villeret qu'il retrouve en 1999 dans le film de Jean Becker Les Enfants du marais.
Il joue ensuite un joueur de pétanque dans La Grande Vie ! en 2001, film de Philippe Dajoux. En 2003, il incarne le commissaire Séléna dans L'Outremangeur de Thierry Binisti. Il rencontre sur le tournage l'actrice Rachida Brakni, qui devient son épouse en 2007. Ces rôles lui assurent une certaine reconnaissance auprès de la critique cinématographique française.
La même année, il réalise le court-métrage Apporte-moi ton amour, avec Daniel Duval et Nadia Farès, d'après la nouvelle Bring me your love de Charles Bukowski. Le film est présenté au Festival international du film et de la télévision Cinéma Tous Écrans de Genève de 2003. En 2005, il est présent à l'affiche dans La vie est à nous ! de Gérard Krawczyk. En 2007, il est à l'affiche des films Le Deuxième Souffle d'Alain Corneau et Lisa et le pilote d'avion de Philippe Barassat où il retrouve Rachida Brakni.
Il fait ensuite un détour par la télévision dans le téléfilm Papillon noir réalisé par Christian Faure.
En 2009, il coproduit le film de Ken Loach Looking for Eric, présenté au Festival de Cannes 2009 en sélection officielle. Il y interprète également son propre rôle aux côtés de Steve Evets. Ce film recueille de nombreuses critiques positives et la performance d'acteur de Cantona est saluée par la presse. La réplique « I'm not a man, I'm Eric Cantona. » est reprise dans de nombreux médias. Selon Le Point, l'acteur a « trouvé outre-Manche le rôle de sa vie ».

#### Filmographie
- 1995 : Le bonheur est dans le pré d'Étienne Chatiliez : Lionel
- 1997 : Question d'honneur de Richard Auhard (court métrage)
- 1998 : Elizabeth de Shekhar Kapur : M. Le Foix
- 1998 : Mookie d'Hervé Palud : Antoine Capella
- 1999 : Les Enfants du marais de Jean Becker : Jo Sardi
- 2001 : La Grande Vie ! de Philippe Dajoux : un joueur de pétanque 2
- 2003 : L'Outremangeur de Thierry Binisti : Commissaire Séléna
- 2003 : Les Clefs de bagnole de Laurent Baffie : lui-même
- 2005 : La vie est à nous ! de Gérard Krawczyk : Pierre
- 2007 : Le Deuxième Souffle d'Alain Corneau : Alban
- 2008 : French Film de Jackie Oudney : Thierry Grimandi
- 2008 : Jack Says de Bob Phillips : l'homme au bar
- 2008 : Papillon noir de Christian Faure : Graphiste Sephi
- 2009 : Looking for Eric de Ken Loach : lui-même
- 2010 : Ensemble, c'est trop de Léa Fazer : Gérard
- 2011 : De force de Frank Henry : Manuel Makarov
- 2011 : Switch de Frédéric Schoendoerffer : Forgeat
- 2012 : Les Mouvements du bassin de HPG : Thierry
- 2012 : Les Kaïra de Franck Gastambide : l'entraineur de l'équipe de football des nains
- 2013 : Les Rencontres d'après minuit de Yann Gonzalez : « L'Étalon »
- 2014 : The Salvation de Kristian Levring : le Corse
- 2015 : Les Rois du monde de Laurent Laffargue : Chichinet
- 2016 : Marie et les Naufragés de Sébastien Betbeder : Antoine
- 2019 : Ulysse et Mona de Sébastien Betbeder : Ulysse
- 2023 : AKA de Morgan S. Dalibert : Victor Pastore
- 2024 :  The Killer de John Woo : Jules Gobert

### Doublage
- 2013 : Moi, moche et méchant 2 : Eduardo Perez / El-Macho
- 2015 : Le Voyage d'Arlo : Le Collectionneur (Peter Sohn)

### Télévision
Éric Cantona a également fait des apparitions à la télévision. Il joue le personnage principal du téléfilm noir Papillon noir de Christian Faure, diffusé en 2008 sur TF1. L'année suivante, il est un flic qui mène une enquête parallèle dans La Liste du même Christian Faure. Ce téléfilm réalise la meilleure audience le jour de sa diffusion le 8 octobre 2009.
En novembre 2012, il commence le tournage du téléfilm Délit de fuite, réalisé par Thierry Binisti. Il est diffusé le 8 janvier 2014 sur France 2.
Il devient également réalisateur et présente plusieurs reportages comme Looking for Buenos Aires, Looking for Rio, Foot et Immigration et Les Rebelles du Foot.
Le 28 mai 2019 sur France 3 est diffusé le premier épisode de la série Le Voyageur, réalisé par Stéphanie Murat, après avoir été diffusé le 19 mai 2019 sur la chaîne belge La Une (RTBF).
Le 23 avril 2020 sur Arte est diffusé le premier des six épisodes de la série Dérapages, mini-série réalisée par Ziad Doueiri.
Le 4 mai 2023, TF1 diffuse Le Colosse aux pieds d'argile, un téléfilm dans lequel l'ancien footballeur joue le rôle de l’ancien rugbyman Sébastien Boueilh, violé pendant 4 ans par un proche de sa famille,.
En 2023, Éric Cantona interprète, dans la série Murder Club de Renaud Bertrand, le rôle de Daniel Hansen, un traqueur de tueurs en série,,.
En 2024, Éric Cantona interprète Julien Castaneda dans la série Brigade anonyme diffusée sur M6, puis joue Daniel Hansen dans Murder Club sur la même chaîne. En 2025, il interprète un flic taiseux dans la série Alter Ego tournée à Marseille.

### Théâtre

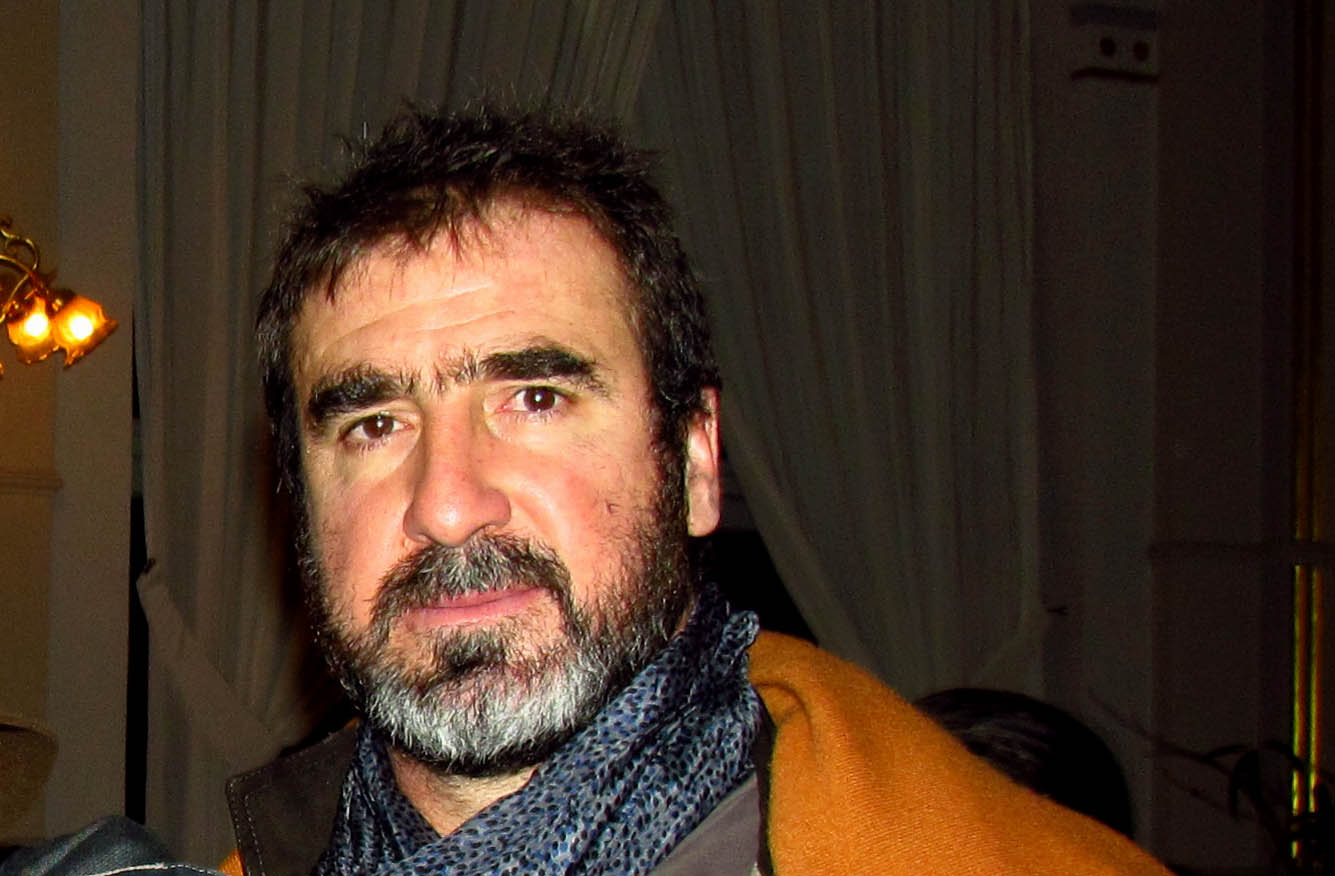
Éric Cantona après sa prestation dans Ubu enchaîné au théâtre de Namur en 2012

- Éric Cantona après sa prestation dans Ubu enchaîné au théâtre de Namur en 20122010 : Face au paradis de Nathalie Saugeon, mise en scène Rachida Brakni, Théâtre Marigny, avec Lorànt Deutsch[125]
- 2011 : Ubu enchaîné d'Alfred Jarry, mise en scène Dan Jemmett, Le PhéniX, Théâtre Liberté, Théâtre du Gymnase, Le Quartz, Théâtre national de Nice, tournée
- 2012 : Ubu enchaîné d'Alfred Jarry, mise en scène Dan Jemmett, Théâtre de Bourg-en-Bresse, Théâtre des Célestins, Théâtre de Caen, Théâtre de l'Athénée-Louis-Jouvet, tournée
- 2015 : Victor de Henri Bernstein, mise en scène Rachida Brakni, Théâtre Hébertot, avec Caroline Silhol, Grégory Gadebois
- 2018 : Lettres à Nour de Rachid Benzine, mise en scène Charles Berling et Rachid Benzine, théâtre Antoine

### Photographie
En 2005, Éric Cantona expose à Paris des photos presque abstraites à la galerie M. À l'occasion de la Feria de Pâques d'Arles, Éric Cantona expose des photographies taurines, avec la plasticienne Hélène Arnal,. Les images sont en argentique, sans recadrage ni retouche. En photographie, il collectionne Saul Leiter, Sarah Moon, Sabine Weiss, Lucien Hervé et le Chinois Ho Fan.
Parrain de la Fondation Abbé-Pierre, Éric Cantona publie le 3 décembre 2009 un livre de photographies de personnes défavorisées. Les droits d'auteur de l'ouvrage, intitulé Elle, lui et les autres, ont été remis à l'association.

### Publicité
Éric Cantona est l'une des icônes des publicités de l'équipementier sportif américain Nike. Depuis la fin des années 1990, il a participé à différentes campagnes publicitaires.
Loin de le marginaliser, les frasques extra-sportives de Cantona font au contraire les délices de ses principaux partenaires, notamment Nike et Sharp. Cantona apparaît ainsi dans de très populaires campagnes de publicité où il n'hésite pas à jouer de son image avec un certain sens de l'autodérision. Une publicité Nike le représente devant le drapeau anglais avec la phrase : 66 fut une grande année pour le football anglais, Éric est né, par analogie avec la victoire anglaise de la coupe du monde 1966.
À l'occasion de la Coupe du monde 2006, il devient l'ambassadeur du « Joga bonito ».
Aussi, il apparait régulièrement à la télévision dans la publicité pour la dernière Renault Laguna ainsi que pour les rasoirs recyclables BiC. Il devient en 2010 égérie des déodorants L'Oreal Paris Men Expert.
En 2011, il participe à une campagne publicitaire de Pepsi, où il joue le rôle caricatural d'un jeune de banlieue. En 2013, il réalise une publicité pour Kronenbourg dans laquelle les brasseurs sont des vedettes poursuivies par les photographes.
Il a également fait une apparition dans un des spots pour la Neuf Box aux côtés du comédien Arnaud Viard.

### Politique
Éric Cantona est un citoyen engagé qui prend régulièrement position sur des sujets de société. En janvier 2012, l'ancien footballeur s'est associé à la Fondation Abbé-Pierre pour faire un coup d'éclat : dans une lettre publiée dans le journal Libération à destination des maires, il explique qu'il cherche à collecter 500 signatures d'élus. En réalité, il ne fait pas acte de candidature mais s'insère dans le débat afin de mobiliser les candidats sur la question du logement en France, ses 500 signatures qu'il recherche sont des signatures de politiques s'engageant pour la cause du logement.
En 2010, il met en avant la soumission de l'économie réelle au système bancaire (lié à la création monétaire par le crédit à 91 %, via les banques), en appelant les citoyens à retirer leur argent des banques.
S'adonnant volontiers aux coups d'éclat, marié à une femme d'origine nord-africaine depuis 2007, Cantona dénonce avant l'Euro 2016 les origines et l'entourage du sélectionneur Didier Deschamps considérant que ce dernier est « peut-être le seul en France à avoir un nom réellement français, que personne dans sa famille n'est mélangé avec quiconque [...] comme les Mormons aux États-Unis ». Cela fait suite à la non-sélection en équipe de France par Didier Deschamps de Karim Benzema et d'Hatem Ben Arfa en raison, selon Cantona, de leurs origines nord-africaines, Deschamps n'étant qu'une « marionnette » ayant subi des pressions politiques. Deschamps réplique en portant plainte pour propos calomnieux et diffamatoires.

### Directeur sportif
Le 19 janvier 2011, le magazine anglais The Sun annonce qu'à la demande de Paul Kemsley, Eric Cantona devient le nouveau directeur sportif du Cosmos de New York, club américain phare des années 1960 et 1970, dont la réintégration en Major League Soccer est prévue pour 2013. L'ancien club de Pelé, devenu président d'honneur, espère en effet devenir la 20e franchise de la MLS. Cantona participe à la promotion du Cosmos sur le site internet du club : « We're back », en français « nous sommes de retour ». Dans les médias, Éric Cantona loue également le projet : « Le Cosmos, c'est un mix entre l'art et le football. ». Il est également présent lors de la tournée asiatique du club début mars,. Il quittera le poste en novembre 2012.

### Musique
Il collabore aux deux albums de sa femme, écrivant, entre autres et sous le pseudonyme d'Auguste Raurich la chanson Le temps passe.
Le 31 janvier 2020, il apparaît en tant qu'acteur principal du clip du chanteur Liam Gallagher pour sa chanson Once. Il y joue le rôle d'un roi visiblement alcoolique avec le chanteur pour majordome.
En 2023, il part en tournée Cantona sings Eric avec l'idée de ne pas enregistrer d'album studio mais de défendre sa nouvelle œuvre musicale uniquement sur scène pour sortir, le 29 mars 2024, l'album live Cantona sings Eric - First Tour Ever.

## Statistiques

### Matchs
| Saison                | Club                         | Championnat           | Championnat | Championnat | Championnat | Coupe nationale | Coupe nationale | Coupe nationale | Coupe de la Ligue | Coupe de la Ligue | Coupe de la Ligue | Supercoupe | Supercoupe | Supercoupe | Compétition(s) continentale(s) | Compétition(s) continentale(s) | Compétition(s) continentale(s) | Compétition(s) continentale(s) | France | France | France | Total | Total | Total |
| Saison                | Club                         | Division              | M.          | B.          | P.d.        | M.              | B.              | P.d.            | M.                | B.                | P.d.              | M.         | B.         | P.d.       | Comp.                          | M.                             | B.                             | P.d.                           | M.     | B.     | P.d.   | M.    | B.    | P.d.  |
| 1983-1984             | AJ Auxerre                   | Division 1            | 2           | 0           | -           | -               | -               | -               | -                 | -                 | -                 | -          | -          | -          | -                              | -                              | -                              | -                              | -      | -      | -      | 2     | 0     | 0     |
| 1984-1985             | AJ Auxerre                   | Division 1            | 5           | 2           | -           | -               | -               | -               | -                 | -                 | -                 | -          | -          | -          | -                              | -                              | -                              | -                              | -      | -      | -      | 5     | 2     | 0     |
| 1985-1986             | AJ Auxerre                   | Division 1            | 7           | 0           | -           | -               | -               | -               | -                 | -                 | -                 | -          | -          | -          | C3                             | 1                              | 0                              | -                              | -      | -      | -      | 8     | 0     | 0     |
| 1986-1987             | AJ Auxerre                   | Division 1            | 36          | 13          | -           | 4               | 4               | -               | -                 | -                 | -                 | -          | -          | -          | -                              | -                              | -                              | -                              | -      | -      | -      | 40    | 17    | 0     |
| 1987-1988             | AJ Auxerre                   | Division 1            | 32          | 8           | -           | 5               | 1               | -               | -                 | -                 | -                 | -          | -          | -          | C3                             | 2                              | 1                              | -                              | 5      | 1      | 1      | 44    | 11    | 1     |
| Sous-total            | Sous-total                   | Sous-total            | 82          | 23          | -           | 9               | 5               | -               | -                 | -                 | -                 | -          | -          | -          | -                              | 3                              | 1                              | -                              | 5      | 1      | 1      | 99    | 30    | 1     |
| 1985-1986             | FC Martigues (prêt)          | Division 2            | 15          | 4           | -           | -               | -               | -               | -                 | -                 | -                 | -          | -          | -          | -                              | -                              | -                              | -                              | -      | -      | -      | 15    | 4     | 0     |
| Sous-total            | Sous-total                   | Sous-total            | 15          | 4           | -           | -               | -               | -               | -                 | -                 | -                 | -          | -          | -          | -                              | -                              | -                              | -                              | -      | -      | -      | 15    | 4     | 0     |
| 1988-1989             | Olympique de Marseille       | Division 1            | 22          | 5           | -           | 5               | 1               | -               | -                 | -                 | -                 | -          | -          | -          | -                              | -                              | -                              | -                              | -      | -      | -      | 27    | 6     | 0     |
| 1990-1991             | Olympique de Marseille       | Division 1            | 18          | 8           | -           | -               | -               | -               | -                 | -                 | -                 | -          | -          | -          | C1                             | 3                              | 1                              | -                              | 5      | 1      | -      | 26    | 10    | 0     |
| Sous-total            | Sous-total                   | Sous-total            | 40          | 13          | -           | 5               | 1               | -               | -                 | -                 | -                 | -          | -          | -          | -                              | 3                              | 1                              | -                              | 5      | 1      | -      | 53    | 16    | 0     |
| 1988-1989             | Girondins de Bordeaux (prêt) | Division 1            | 11          | 6           | 2           | 1               | 0               | -               | -                 | -                 | -                 | -          | -          | -          | -                              | -                              | -                              | -                              | -      | -      | -      | 12    | 6     | 2     |
| Sous-total            | Sous-total                   | Sous-total            | 11          | 6           | 2           | 1               | 0               | -               | -                 | -                 | -                 | -          | -          | -          | -                              | -                              | -                              | -                              | -      | -      | -      | 12    | 6     | 2     |
| 1989-1990             | Montpellier HSC (prêt)       | Division 1            | 33          | 10          | -           | 6               | 4               | -               | -                 | -                 | -                 | -          | -          | -          | -                              | -                              | -                              | -                              | 8      | 8      | 1      | 47    | 22    | 1     |
| Sous-total            | Sous-total                   | Sous-total            | 33          | 10          | -           | 6               | 4               | -               | -                 | -                 | -                 | -          | -          | -          | -                              | -                              | -                              | -                              | 8      | 8      | 1      | 47    | 22    | 1     |
| 1991-1992             | Nîmes Olympique              | Division 1            | 17          | 2           | -           | -               | -               | -               | -                 | -                 | -                 | -          | -          | -          | -                              | -                              | -                              | -                              | 2      | 2      | -      | 19    | 4     | 0     |
| Sous-total            | Sous-total                   | Sous-total            | 17          | 2           | -           | -               | -               | -               | -                 | -                 | -                 | -          | -          | -          | -                              | -                              | -                              | -                              | 2      | 2      | -      | 19    | 4     | 0     |
| 1991-1992             | Leeds United                 | First Division        | 15          | 3           | 7           | -               | -               | -               | -                 | -                 | -                 | -          | -          | -          | -                              | -                              | -                              | -                              | 7      | 0      | 1      | 22    | 3     | 8     |
| 1992-1993             | Leeds United                 | Premier League        | 13          | 6           | 5           | -               | -               | -               | 1                 | 0                 | -                 | 1          | 3          | -          | C1                             | 5                              | 2                              | 1                              | 2      | 2      | 1      | 22    | 13    | 7     |
| Sous-total            | Sous-total                   | Sous-total            | 28          | 9           | 12          | -               | -               | -               | 1                 | 0                 | -                 | 1          | 3          | -          | -                              | 5                              | 2                              | 1                              | 9      | 2      | 2      | 44    | 16    | 15    |
| 1992-1993             | Manchester United            | Premier League        | 22          | 9           | 11          | 1               | 0               | 0               | -                 | -                 | -                 | -          | -          | -          | -                              | -                              | -                              | -                              | 2      | 3      | -      | 25    | 12    | 11    |
| 1993-1994             | Manchester United            | Premier League        | 34          | 18          | 12          | 5               | 4               | 0               | 5                 | 1                 | 1                 | 1          | 2          | 1          | C1                             | 4                              | 2                              | 0                              | 8      | 3      | -      | 57    | 30    | 14    |
| 1994-1995             | Manchester United            | Premier League        | 21          | 12          | 5           | 1               | 1               | 0               | -                 | -                 | -                 | 1          | 0          | 1          | C1                             | 2                              | 0                              | 2                              | 6      | 0      | -      | 31    | 13    | 8     |
| 1995-1996             | Manchester United            | Premier League        | 30          | 14          | 10          | 7               | 5               | 2               | 1                 | 0                 | 1                 | -          | -          | -          | -                              | -                              | -                              | -                              | -      | -      | -      | 38    | 19    | 13    |
| 1996-1997             | Manchester United            | Premier League        | 36          | 11          | 12          | 3               | 0               | 1               | -                 | -                 | -                 | 1          | 0          | 1          | C1                             | 10                             | 3                              | 2                              | -      | -      | -      | 50    | 14    | 16    |
| Sous-total            | Sous-total                   | Sous-total            | 143         | 64          | 50          | 17              | 10              | 3               | 6                 | 1                 | 2                 | 3          | 2          | 3          | -                              | 16                             | 5                              | 4                              | 16     | 6      | -      | 201   | 88    | 62    |
| Total sur la carrière | Total sur la carrière        | Total sur la carrière | 369         | 131         | 62          | 33              | 19              | 3               | 7                 | 1                 | 2                 | 4          | 5          | 3          | -                              | 27                             | 9                              | 5                              | 45     | 20     | 4      | 485   | 185   | 79    |

### Buts en sélection
| Buts en sélection de Éric Cantona | Buts en sélection de Éric Cantona | Buts en sélection de Éric Cantona        | Buts en sélection de Éric Cantona | Buts en sélection de Éric Cantona | Buts en sélection de Éric Cantona | Buts en sélection de Éric Cantona       |
|                                   | Date                              | Lieu                                     | Adversaire                        | Score                             | Résultats                         | Compétitions                            |
| --------------------------------- | --------------------------------- | ---------------------------------------- | --------------------------------- | --------------------------------- | --------------------------------- | --------------------------------------- |
| 1                                 | 12 août 1987                      | Olympiastadion, Berlin                   | Allemagne                         | 1-2                               | 1-2                               | Match amical                            |
| 2                                 | 16 août 1989                      | Malmö Stadion, Malmö                     | Suède                             | 1-1                               | 4-2                               | Match amical                            |
| 3                                 | 16 août 1989                      | Malmö Stadion, Malmö                     | Suède                             | 4-2                               | 4-2                               | Match amical                            |
| 4                                 | 11 octobre 1989                   | Parc des Princes, Paris                  | Écosse                            | 2-0                               | 3-0                               | Éliminatoires de la Coupe du monde 1990 |
| 5                                 | 24 janvier 1990                   | Al-Sadaqua Walsalam Stadium, Koweït City | Allemagne                         | 1-0                               | 3-0                               | Match amical                            |
| 6                                 | 24 janvier 1990                   | Al-Sadaqua Walsalam Stadium, Koweït City | Allemagne                         | 2-0                               | 3-0                               | Match amical                            |
| 7                                 | 28 février 1990                   | Stade de la Mosson, Montpellier          | Allemagne                         | 2-1                               | 2-1                               | Match amical                            |
| 8                                 | 28 mars 1990                      | Népstadion, Budapest                     | Hongrie                           | 1-0                               | 3-1                               | Match amical                            |
| 9                                 | 28 mars 1990                      | Népstadion, Budapest                     | Hongrie                           | 2-1                               | 3-1                               | Match amical                            |
| 10                                | 5 septembre 1990                  | Laugardalsvöllur, Reykjavik              | Islande                           | 2-0                               | 2-1                               | Éliminatoires Euro 1992                 |
| 11                                | 20 novembre 1991                  | Parc des Princes, Paris                  | Islande                           | 2-0                               | 3-1                               | Éliminatoires Euro 1992                 |
| 12                                | 20 novembre 1991                  | Parc des Princes, Paris                  | Islande                           | 3-0                               | 3-1                               | Éliminatoires Euro 1992                 |
| 13                                | 14 octobre 1992                   | Parc des Princes, Paris                  | Autriche                          | 2-0                               | 2-0                               | Éliminatoires de la Coupe du monde 1994 |
| 14                                | 14 novembre 1992                  | Parc des Princes, Paris                  | Finlande                          | 2-0                               | 2-1                               | Éliminatoires de la Coupe du monde 1994 |
| 15                                | 17 février 1993                   | Stade Ramat Gan, Ramat Gan               | Israël                            | 1-0                               | 4-0                               | Éliminatoires de la Coupe du monde 1994 |
| 16                                | 28 avril 1993                     | Parc des Princes, Paris                  | Suède                             | 1-1                               | 2-1                               | Éliminatoires de la Coupe du monde 1994 |
| 17                                | 28 avril 1993                     | Parc des Princes, Paris                  | Suède                             | 2-1                               | 2-1                               | Éliminatoires de la Coupe du monde 1994 |
| 18                                | 28 juillet 1993                   | Stade Michel-d'Ornano, Caen              | Russie                            | 2-0                               | 3-1                               | Match amical                            |
| 19                                | 17 novembre 1993                  | Parc des Princes, Paris                  | Bulgarie                          | 1-0                               | 1-2                               | Éliminatoires de la Coupe du monde 1994 |
| 20                                | 26 mai 1994                       | Stade du Mémorial de l'Universiade, Kobe | Australie                         | 1-0                               | 1-0                               | Coupe Kirin 1994                        |

## Palmarès

### En club
- Olympique de Marseille :
  - Champion de Division 1 en 1989 et 1991.
  - Finaliste de la Coupe d'Europe des Clubs Champions en 1991.
  - Finaliste de la Coupe de France en 1991.
- Montpellier HSC
  - Vainqueur de la Coupe de France en 1990.
- Leeds United
  - Champion de la Football League en 1992.
  - Vainqueur du Community Shield en 1992.
- Manchester United :
  - Champion de Premier League en 1993, 1994, 1996 et 1997.
  - Vainqueur de la Coupe d'Angleterre en 1994 et 1996.
  - Vainqueur du Community Shield en 1993, 1994 et 1996.
  - Vice-champion de Premier League en 1995.
  - Finaliste de la Coupe d'Angleterre en 1995.
  - Finaliste de la Coupe de la Ligue en 1994.

### En sélection
- France Espoirs :
  - Vainqueur du Championnat d'Europe espoirs en 1988.
- France
  - Vainqueur du Tournoi de France en 1988
  - Vainqueur du Tournoi du Koweït en 1990
  - Vainqueur de la Coupe Kirin en 1994

### Beach soccer
- Équipe de France de beach soccer :
  - Coupe du monde
    - Vainqueur en 2005
    - Finaliste en 1998 et 2001
    - 3e en 2006

  - BSWW Mundialito
    - 3e en 2000 et 2005

  - Championnat d'Europe
    - Vainqueur en 2004
    - Finaliste en 1999, 2003 et 2007
    - 3e en 2000 et 2005

  - Coupe d'Europe
    - Finaliste en 2003, 2006 et 2007
    - 3e : 1999 et 2002

### Distinctions individuelles et records
- Élu 3e au Ballon d'Or en 1993
- Élu Onze d'Or en 1996 par Onze Mondial
- Élu révélation de l'année de Division 1 en 1987 par France Football
- Élu meilleur joueur de l'année FWA de Premier League en 1996
- Élu meilleur joueur de l'année PFA de Premier League en 1994
- Meilleur passeur de Premier League en 1993 (16 passes) et en 1997 (12 passes)
- Élu joueur du mois de Premier League en mars 1996
- Élu Joueur du Siècle par les supporters de Manchester United en 2001
- Élu plus beau but du mois de Premier League en février 1994 et en décembre 1996[147]
- Élu meilleur joueur de l'histoire de Premier League lors d'un sondage commandé par Barclays[148]
- Élu joueur légende en 2012 par Golden Foot[149]
- Meilleur buteur de la Coupe Kirin en 1994 (1 but)
- Meilleur buteur du Tournoi du Koweït en 1990 (2 buts)
- Introduit au Premier League Hall of Fame à sa fondation en 2002
- Membre du English Football Hall of Fame en 2021[150]
- Élu dans l'équipe de la décennie 1992-2002 de Premier League en 2003
- Nommé meilleur joueur étranger de la décennie 1992-2002 de Premier League en 2003
- Nommé au FIFA 100 en 2004
- Nommé Jurassien d'honneur en 2003[151]
- Reçoit le prix du Président de l'UEFA en 2019[152]
- Nommé dans la liste des 100 plus grands joueurs du XXe siècle en 1999 par World Soccer Awards
- Nommé dans l'équipe-type européenne de la saison ESM en 1996
- Élu 3e du Top 20 des meilleures recrues de l’histoire de la Premier League en 2020 selon Sky Sports[153]
- Élu 42e du Top 100 des meilleurs footballeurs européens 1954-2004 par l'UEFA
- Membre de l'équipe de l'année World Soccer Awards avec l'équipe de France en 1991
- Membre de l'équipe européenne de l'année France Football avec l'équipe de France en 1991
- Membre du club de l’année France Football en 1991 avec l'Olympique de Marseille
- 1er joueur français à inscrire un but à Wembley au sein d'un club anglais
- 1er joueur français à être nommé homme du match en Angleterre
- 1er joueur de Leed United à réaliser un triplé dans le stade de Wembley
- Seul joueur à avoir accompli deux doublés Coupe-Championnat en étant buteur à chaque finale de Coupe d'Angleterre
- Membre de l'Équipe de France alignant 19 matchs sans défaite entre mars 1989 et le 19 février 1992 (record de l'époque pour la France)
- Membre de l'Équipe de France remportant tous ses matchs éliminatoires au Championnat d'Europe des Nations 1992 (une première en Europe à l'époque)
- Membre de l'Équipe de France alignant 30 matchs sans défaite entre février 1994 et octobre 1996 (record de l'époque pour la France, toujours valide au 28 octobre 2022)
- Classé 10e dans le classement du joueur français du XXe siècle en 2000 par France Football
- Meilleur buteur français de l'histoire du Derby de Manchester avec 8 buts

## Hommages
Plusieurs stades portent le nom d'Éric Cantona.
- À Sainte-Cécile-les-Vignes (Vaucluse), depuis juin 2007[154].
- À Tignes, depuis 2008[155].
- À Argelès-sur-Mer dans les Pyrénées-Orientales, depuis 2019[156].
- Une salle de sport au centre de formation de l'AJ Auxerre, inaugurée en octobre 2023[157].

## Récompenses
- Prix Média Enfance Majuscule 2024 catégorie Fiction pour Le colosse aux pieds d'argile

## Dans la culture populaire

### Marque de sport
Les slogans de Nike, « 66 est une grande année pour le football anglais. Éric est né » et « On dit les Anglais arrogants, moi je dis qu'ils ont toutes les raisons de l'être », en référence à Éric Cantona, montrent toute l'importance du joueur français en Angleterre.

### Manchester
À Manchester, il reste une idole ; le maillot de Manchester United au nom de Cantona y est toujours en vente. Les supporters de United chantent en son honneur plusieurs chants comme « Oh Ah Cantona » et « 12 Cantonas ».

### Télévision
Les Guignols de l'info représentent une marionnette de Cantona dès le début des années 1990 avec Jean-Pierre Papin généralement. Cantona est alors surnommé « Picasso » par l'émission télévisée en référence à sa passion pour la peinture.

### Jeux vidéo
En 1992, le jeu vidéo Striker est commercialisé en France sous le nom de « Eric Cantona Football Challenge » et une photo du joueur orne la jaquette.
Éric Cantona apparait dans le jeu vidéo Pro Beach Soccer en 2003. Il fait partie des « Icônes » jouables sur FIFA 21 incarné dans le mode FIFA Ultimate Team (FUT).

### Musique
Cantona incarne Giant Jack dans l'univers musical du groupe de rock français Dionysos.